# EE-17 Sucuri
Der EE-17/18 Sucuri ist ein sechsrädriger und allradgetriebener (6×6) Jagdpanzer aus brasilianischer Produktion. Entwickelt und produziert wurde das Fahrzeug vom brasilianischen Rüstungsbetrieb Engesa in den späten 1970er-Jahren.

## Beschreibung
In der Standardausführung ist das Fahrzeug mit einer 105-mm-Kanone, einem 12,7-mm-Maschinengewehr und einem 7,62-mm-Maschinengewehr ausgestattet.
Der EE-17/18 Sucuri ist voll gepanzert. Die Panzerung besteht aus mehrschichtigem gewalzten Stahl, wie er auch bei anderen Panzerwagen von Engesa verwendet wurde. Die Panzerung besteht im Wesentlichen aus zwei Schichten, einer inneren, weniger starren Schicht, und einer äußeren starren Stahlschicht. Aus brasilianischen Tests ging hervor, dass diese Methode besseren Schutz verspräche.
Der EE-17/18 ist mit einem 6-Zylinder-Saab-Scania-DSI-11-Dieselmotor ausgestattet, der 295 PS leistet.